# 2020年哈萨克斯坦南部种族骚乱
2020年哈萨克斯坦南部种族骚乱是一场发生在哈萨克斯坦江布尔州科尔代区马三奇村的东干人和哈萨克人之间的民族冲突。冲突造成11人死亡，185人受伤，进50人被捕。造成经济损失约444万美元，并使约20,000人逃往邻国吉尔吉斯斯坦。冲突发生后，哈萨克斯坦总统卡西姆若马尔特·托卡耶夫就冲突发表声明，向遇难者家属表示哀悼，并表示局势已被宪兵和哈萨克斯坦国民警卫队所控制。

## 背景
索尔托别和马三奇被认为是哈萨克斯坦东干人的文化之都。马三奇文化宫设有东干人历史博物馆。每年，马三奇和索尔托别村都会举办“东干民族日”活动。2001年，在哈萨克斯坦东干协会的协助下，白彦虎纪念碑在村里落成。

## 冲突过程

### 2月5日
冲突始于索尔托别村，起因是年长的东干人尔思麻乃·云虎（Ersmane Yunhu）和他的儿子马拉提·云虎（Marat Yunhu）与阿克撒卡爾托列根·库达什帕耶夫（Tölegen Qūdaşpaev）及其两个儿子之间的打斗事件。80岁的托列根遭到殴打，库达斯帕耶夫一家三口正前往医院，一名从院子开上高速公路的东干司机对其进行了堵截，这导致了一场混战，导致库达什帕耶夫家族的两名成员住院。托列根后来被空中救护车送往阿拉木图进行髋关节手术。

### 2月7日
大约14时15分左右，在马三奇村附近的索尔托别，一辆客车因不符合车牌标准而被巡警拦下。在检查文件时，还发现其他行政违法行为。在此过程中，司机试图逃跑，但在家中的院子里被追赶，警察在院子里遭到了彻底的袭击。据非官方资料显示，冲突起因是几个村民之间的家庭冲突。2月9日，有消息称，骚乱的起因是社交网络和即时通讯工具上传播了2月5日因两名司机在路上发生冲突而拍摄的视频材料。社交媒体上开始流传索尔托别和马散奇两个村庄爆发种族冲突的消息后，江布尔州警察局发布新闻稿予以反驳。根据非官方数据，公众的愤怒随后蔓延到布兰巴特尔和奥哈特村。
同一天晚上，在马三奇，70人之间爆发了大规模斗殴，冲突的煽动者和目击者开始拍摄所发生的事情，并通过短信和社交媒体呼吁其他人参与，最终导致300人斗殴。哈薩克斯坦內政部派部队前往科尔代。2月8日凌晨，国民警卫队从阿拉木图赶来。

### 2月8日
总统卡西姆若马尔特·托卡耶夫于2020年2月8日向公众发表讲话，称煽动者利用了这一局势。信息和社会发展部长道伦·阿巴耶夫对事件发表评论称，这是一场国内冲突。副总检察长波拉特·捷姆巴耶夫就两个村庄的局势发表声明，敦促公众保持冷静，不要屈从于挑衅。据报道，当天有8人死亡。

## 人员伤亡和财产损失
2月9日，内政部副部长阿列克谢·卡莱奇季（Aleksey Kalaychidi）报告称，科尔代骚乱造成的死亡人数已增至10人。当局宣布冲突造成11人死亡、192人受伤，其中包括19名警察；168所房屋被损坏和烧毁，122辆汽车被损坏。
近8000名东干人暂时逃离家园。根据哈萨克斯坦边境服务局的数据，2月7日至9日期间，有24000人越过边境，其中包括第二天返回，然后因担心再次爆发冲突而再次离开的人。
2月11日，官员们对冲突造成的损失进行了初步估计，损失达17亿坚戈，约合450万美元。25人因涉嫌科尔代骚乱被捕。
哈萨克斯坦的东干侨民向吉尔吉斯斯坦的东干侨民发出呼吁，请求帮助马三奇的居民，他们在骚乱后前往吉尔吉斯斯坦边境。大多数是妇女和儿童越过边境。吉尔吉斯斯坦卫生部新闻处报道，在与哈萨克斯坦接壤的城市托克马克，在骚乱中受伤的17名哈萨克斯坦公民和1名吉尔吉斯斯坦公民申请医疗救助，其中10人（均为哈萨克斯坦公民）住院治疗（托克马克市医院创伤科8人，比什凯克的国家医院眼部显微外科2人）。

## 反应
哈萨克斯坦官员于2月8日否认了有关人口大规模从科尔代逃往邻国吉尔吉斯斯坦的报道，随后官方承认有12,000名科尔代居民逃离了哈萨克斯坦。哈萨克斯坦边防部队敦促他们尽快回国。哈萨克斯坦政府为科尔代居民返回哈萨克斯坦制定了简化的边境管制程序。
2 月 9 日，副总理别尔季别克·萨帕尔巴耶夫领导的政府委员会会见了索尔托别、马三奇、奥哈特和卡拉克梅尔等村庄的居民。此前，2月8日至9日晚，为了检查治安情况，萨帕尔巴耶夫绕道索尔托别、马三奇、卡拉克梅尔和卡拉苏。同日，哈萨克斯坦卫生部副部长卡马力江·纳德罗夫访问吉尔吉斯斯坦，并与吉尔吉斯斯坦卫生部副部长马达敏·卡拉塔耶夫一起看望了在楚河州和比什凯克住院的哈萨克斯坦公民；8名哈萨克斯坦公民被哈萨克斯坦救护车送往阿拉木图的医院。

## 余波
副总理别尔季别克·萨帕尔巴耶夫2月10日表示，逃往邻国吉尔吉斯斯坦的哈萨克斯坦公民实际人数为2.4万人，占科尔代地区东干人总人口的一半。一些因担心生命安全而离开居住地的人在卡拉苏和索尔托别前哨的哈萨克斯坦边防部队的保护下避难，这些边防部队为600名妇女、儿童和老人提供了营房和体育馆的住宿。同一天，发生了大规模辞职事件：江布尔州州长阿斯卡爾·米爾扎赫梅托夫他的副手、科尔代区区长、江比尔州和科尔代区的警察局长被免职。米尔扎赫梅托夫的职位由萨帕尔巴耶夫接任。哈萨克斯坦总理阿斯卡爾·馬明抵达江布尔州，介绍萨帕尔巴耶夫为该地区的新任领导人，并为他布置了加强民族和谐的任务。